# 가이난정
가이난정(海南町)은 도쿠시마현 남부에 위치했던 정이다. 

## 지리
가이난 옆은 태평양에 접하고 대부분이 산지이다.

## 역사
- 1955년 3월 31일 - 아사카와촌・가와히가시촌・가와카미촌이 합병해 성립하였다.
- 2006년 3월 31일 - 가이후군 시시쿠이정을 합병해 가이요정이 성립하였다. 동일 가이난정은 폐지되었다.

## 교통

### 철도
- 시코쿠 여객철도 무기 선

### 도로
- 국도 제55호선
- 국도 제193호선